# ATV Sur
ATV Sur es un canal de televisión abierta peruano, propiedad del Grupo ATV. Fue lanzado el 10 de noviembre de 2011 y que transmite desde Arequipa para el sur del país por señal abierta y como canal de televisión por suscripción a nivel nacional. Es la primera televisora fuera de Lima en emitir su señal vía satélite.

## Historia

### Antecedentes
La idea de fundar un canal de televisión por parte del empresario arequipeño Enrique Mendoza Núñez surgió en 1984 con la creación de la Compañía de Radiodifusión Arequipa S.A. (CRASA), la cual emitió su primera señal de prueba en febrero de 1986 en el canal 8 de la banda VHF. Al haber cumplido con los requisitos de Ley, el 8 de agosto del mismo año, comienza a transmitir oficialmente bajo el nombre Canal 8 Arequipa, para competir con Canal 2 de Arequipa (filial de Panamericana Televisión) y Televisión Continental (canal 6, filial de América Televisión). Fue la primera filial de Andina de Televisión en Arequipa hasta 1998. Por ende, su imagen corporativa estuvo inspirada en aquella del canal 9 de Lima.
En 1994, Canal 8 expande su cobertura en otras ciudades del sur del país dentro de la banda UHF. El 28 de febrero de 1996, por una resolución del Ministerio de Transportes y Comunicaciones (MTC), el canal se trasladó a la frecuencia 9 de la banda VHF y cambió su denominación a El Canal de Arequipa. En 1997, CRASA y Nor Peruana de Radiodifusión dejan de ser filiales de Andina de Televisión, alquilan la frecuencia 11 VHF de Lima (RBC Televisión) y forman Austral Televisión, canal que inició sus transmisiones en 1998. Sin embargo, Austral Televisión se disolvió en 2002 por problemas internos.
En 1998, el canal 4 (Hispano Televisión) se afilia a la cadena limeña ATV y empieza a usar el nombre comercial de esa red al mismo tiempo que incrementaba el número de sus producciones originales.
El contrato con ATV finalizó en 2002 y meses después el canal pasó a reemitir la señal de Red Global en el canal 4. Además, El Ministerio de Transportes y Comunicaciones ordenó el cambio de frecuencia Televisión Continental de canal 6 a canal 5, que hizo que Andina de Radiodifusión instalase un nuevo transmisor mediante el cual ATV iniciaría sus transmisiones como repetidora.
Así, en 2003, el canal 9 de Arequipa se independiza y dos años después, el 31 de enero de 2005, es renombrada como Perú TV y se convierte en el primer canal regional en transmitir vía satélite.

### Lanzamiento
El 18 de octubre de 2011, la familia Mendoza-Del Solar vende todas sus acciones del canal al Grupo ATV por S/.7 millones. Días después de concretada la compra, fue anunciado el relanzamiento del canal como ATV Sur y enfocaría sus transmisiones al sur del país. Cuando el Grupo ATV adquiere el canal 9 (Perú TV), cesando la producción regional en el canal 5 (ATV) y trasladando todo el centro de operaciones del Grupo ATV al local de Cayma.
El 10 de noviembre de 2011, el canal cambia de nombre oficialmente a ATV Sur, en una ceremonia con la presencia de directivos como Marcello Cúneo y principales estrellas del Grupo ATV como Magaly Medina y Pilar Higashi. Por su parte, Enrique Mendoza del Solar, continuó como gerente general de la televisora.
ATV Sur comenzó a emitir estrenos anteriormente vistos por ATV y Global TV, mientras que algunos programas que fueron emitidos por Perú TV siguieron al aire, entre ellos TV Noticias, Nuevo Día Magazine, Línea de fuego, Fantabuloso, Mesa redonda y Bienvenidos al sabor.
En 2012, el canal comenzó a emitir programación proveniente de Albavisión, como series estadounidenses, películas y telenovelas colombianas y argentinas que también se emiten por su canal hermano La Tele. Como resultado, la programación original del canal fue desapareciendo con el tiempo. Luego, el Grupo ATV, mediante una medida judicial, entró en litigio con el canal limeño RBC Televisión para obtener el control el Canal 11 de Lima.
En julio de 2013, Enrique Sifuentes Martínez asumió la conducción de ATV Sur como Gerente General. Posteriormente, abandonaría su portal web para pasar al portal de Tuteve.tv (portal del Grupo ATV). Luego, dicho canal deja de emitir películas.
El 26 de junio de 2014, ATV Sur lanzó su señal en alta definición por la TDT exclusivamente para Lima y Callao, en el canal virtual 23.1. 
Desde 2017, comenzó a transmitir algunos programas de miscelánea en simultáneo con el canal ATV+. A partir de ese año, ATV Sur aumentó las horas de emisión de series estadounidenses en su programación. Por otro lado, no dejó de transmitir vía streaming.
En 2018, ATV Sur comenzó sus emisiones por la TDT en las ciudades de la Zona 2, después de que los subcanales del Grupo ATV en esas áreas se separaran en 2 señales múltiplex.

## Logotipos

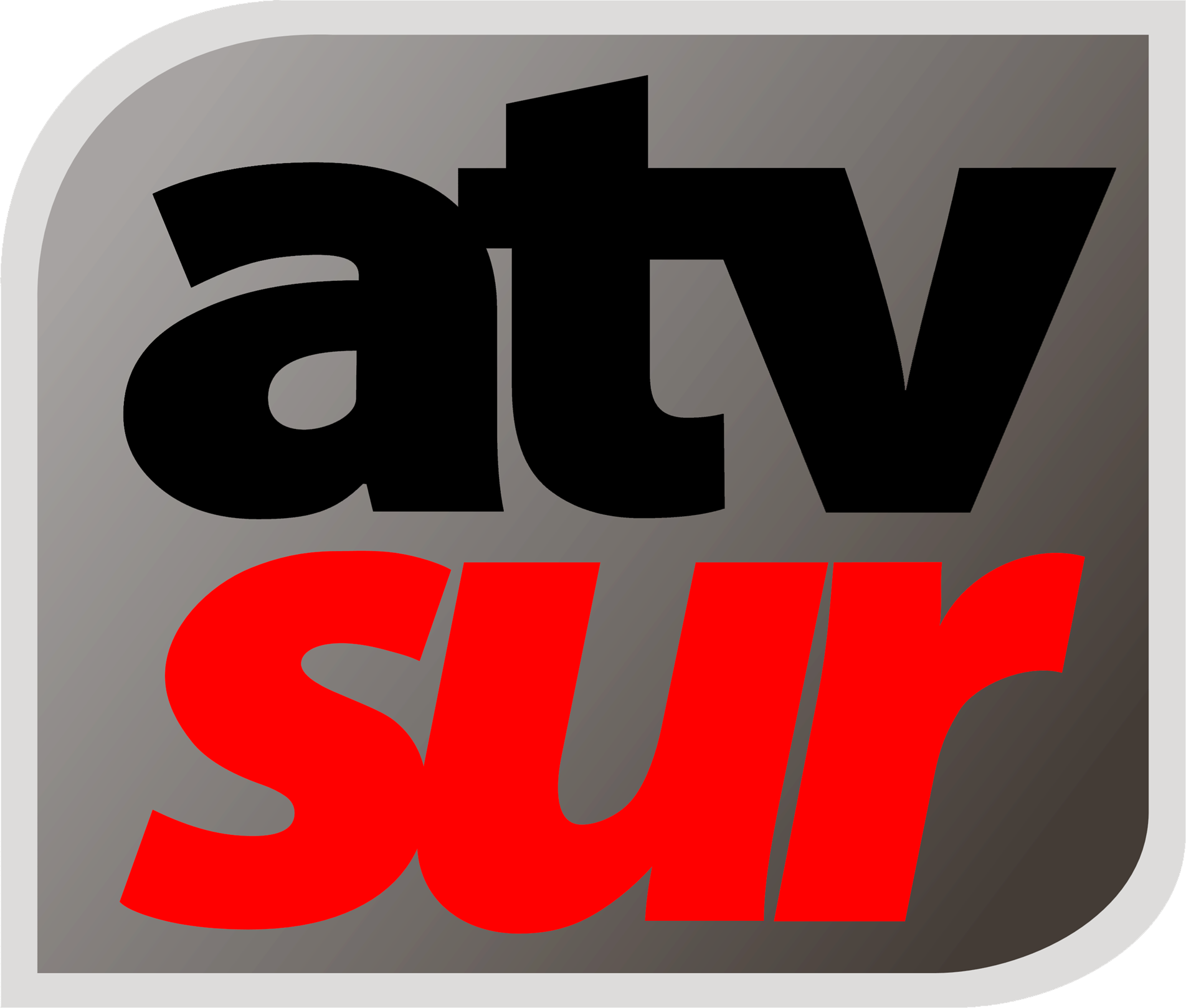
2011-febrero de 2018
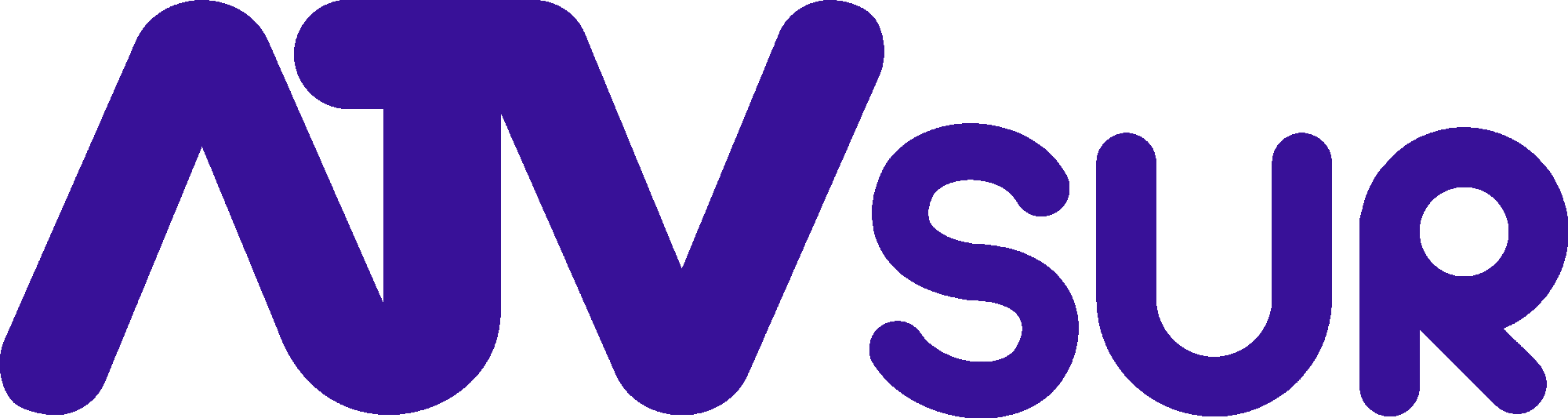
Febrero-julio de 2018
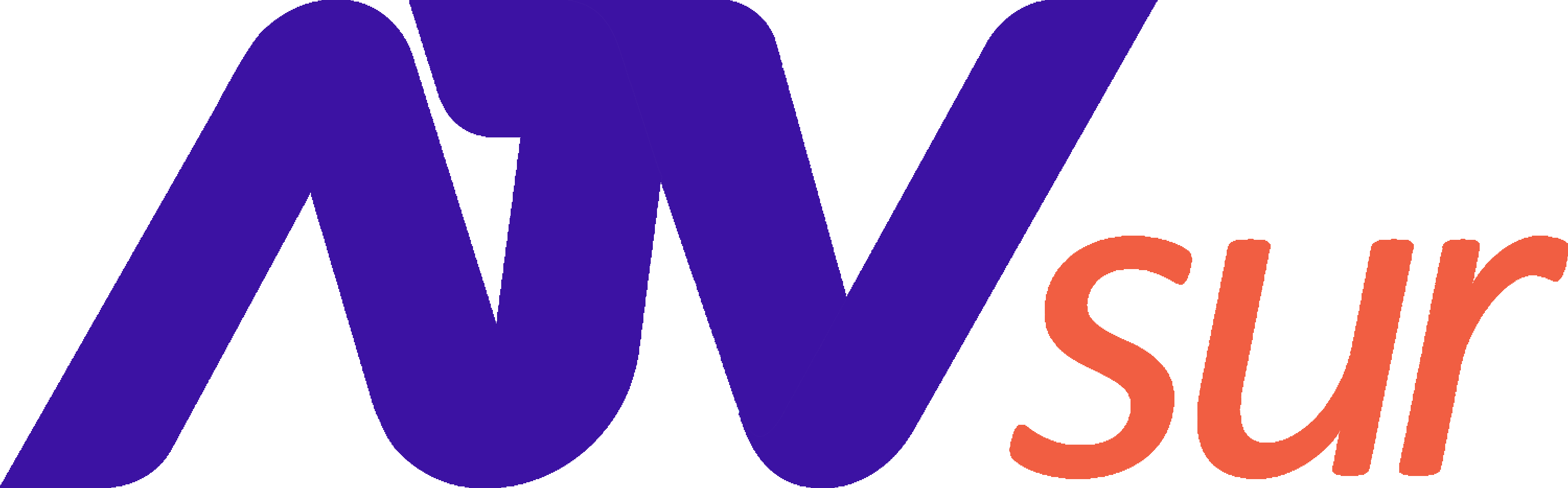
Desde julio de 2018